# 樋口麻美
樋口麻美（ひぐち あさみ、1978年7月24日 - ）は、日本のミュージカル女優。東京都出身。元劇団四季所属。

## 来歴・人物
母子家庭で育ち、
小学2年生の時に劇団ひまわりに入団。同劇団のミュージカルクラスに所属して、数々の舞台を経験。
小学4年生の時に『オペラ座の怪人』を観て以来、劇団四季への入団を強く夢見て、日々、バレエやダンス、声楽などのレッスンに必死に励み続ける。
高校2年生の時、劇団四季のオーディションに合格。高校卒業までは聴講生として四季で学び、卒業後の1997年に劇団四季研究所に入所。
翌年、『オペラ座の怪人』の女性アンサンブルで初舞台を踏む。
尚、研究所同期生には木村花代、高倉恵美、鈴木涼太、望月龍平らがいる。
その後、『キャッツ』をはじめ、『夢から醒めた夢』ピコ・マコ、『ライオンキング』ナラ、『ミュージカル南十字星』リナ、『クレイジー・フォー・ユー』ポリーなど着実にヒロインに選ばれ活躍。夢から醒めた夢ではピコ役としてCDレコーディングに参加。
ミュージカル『マンマ・ミーア!』日本初演時には主役のひとりソフィ・シェリダン役のオリジナルキャストに選ばれ出演。
ミュージカル『アイーダ』のタイトルロールには日本初演時に濱田めぐみと共にオリジナルキャストの一人に選ばれた。
2007年6月に電通四季劇場［海］で開幕したブロードウェイミュージカル『ウィキッド』日本初演時にも、主役のエルファバ役に濱田めぐみと共にオリジナルキャストの候補に挙がる。
そして、2007年11月21日、日本公演の2代目エルファバとしてデビューし、2009年10月からの大阪公演においても、東京公演に引き続いて出演した。
2009年夏の『夢から醒めた夢』の公演で、4年ぶりのピコ役を千秋楽まで演じた。
ヴォーカルだけに留まらず、『ウェストサイド物語』アニタ役の激しいダンスナンバーもこなし、2010年9月から始まった『コーラスライン』全国公演ではヴァル役としてデビューし同年末千秋楽まで全公演に出演するなど、歌・ダンス・演技の三拍子揃った実力を持ち合わせている。
2011年1月21日には電通四季劇場［海］で上演されていた、日本初演時にオリジナルキャストとしてソフィ役を演じたミュージカル『マンマ・ミーア!』にてソフィの母親役で主役のドナ役デビューを果たす。
自身初の母親役で、また当時32歳でのドナ役デビューは劇団四季史上最年少だった(その後2014年に当時30歳の江畑晶慧がドナ役を演じ、記録更新)。
また、ソフィ役を経てドナ役を演じた女優は樋口が世界初でもあった。ドナ役として、CDレコーディングにも参加した。
2011年9月4日の『マンマ・ミーア!』東京公演千秋楽ではエグゼクティブプロデューサーを務めるアンドリュー・トレイガスに「あなたは、ソフィからドナを演じることになった世界で初めての人です。本当に素晴らしかった！」と激励された。
2012年1月29日にJR東日本アートセンター四季劇場［秋］で開幕したミュージカル『壁抜け男』でヒロイン、イザベル役デビュー。
劇団四季で演じた役柄は16役にのぼる。
劇団四季会報誌「ラ・アルプ」の2015年8月号『クレイジー・フォー・ユー』のポリー役出演者岡村美南、
宮田愛のインタビューにおいて、「いま四季にはかつてポリーを演じていた女優が誰もいない」という発言があり、樋口の劇団四季退団が明らかとなった。
2017年2月14日『李涛バレンタインライブ』にゲスト出演し、2015年2月の『マンマ・ミーア!』東京公演千秋楽以来、約2年ぶりに公の舞台に立った。
2019年『IHIステージアラウンド東京』にて上演される日本語版『ウェスト・サイド物語』にアニータ役として選ばれ出演。

## 出演作品
（太字はヒロイン）

### 劇団ひまわり所属時代
- スクルージ（マーサ・クラチット役）

### 劇団四季所属時代
- クレイジー・フォー・ユー（ポリー・ベーカー役）
- ライオンキング（ナラ役）
- 夢から醒めた夢（ピコ、マコ役）
- ミュージカル南十字星（リナ・ニングラット役）
- マンマ・ミーア!（ドナ・シェリダン役、ソフィ・シェリダン役）
- キャッツ（ジェリーロラム＝グリドルボーン役、シラバブ役）
- オンディーヌ（ベルタ役）
- アスペクツ オブ ラブ（ジェニー・ディリンガム役）
- アイーダ（アイーダ役）
- オペラ座の怪人（女性アンサンブル）
- ウィキッド（エルファバ役）
- ウェストサイド物語（アニタ役）
- コーラスライン（ヴァル役）
- 壁抜け男（イザベル役）
- 鹿鳴館（大徳寺顕子役）
- ミュージカル李香蘭（川島芳子役）

### 劇団四季退団後
- ウェスト・サイド物語（アニータ役）
- 鏡の法則（秋山栄子 役）[4]
- ジェイミー（ミス・ヘッジ 役）
- ミュージカル李香蘭（李愛蓮役）
- SERI（弁護士役ほか）
- You Know Me 〜あなたとの旅〜 （菜々子役）[5]